# AMD Core Math Library
AMD Core Math Library (ACML; Основная математическая библиотека AMD) — программная библиотека, выпущенная компанией AMD. Эта библиотека реализует поддержку полезных математических функций, оптимизированных под процессоры производства самой же AMD.
Первоначально разработанная в 2002 году для использования в ресурсоёмких научных вычислениях, ACML позволяет наиболее оптимальным способом задействовать процессоры AMD Opteron в ресурсоёмких приложениях, создающих большую нагрузку на процессор.

## Особенности
ACML состоит из следующих основных компонентов:
- Полная поддержка уровней 1, 2 и 3 базовых подпрограмм линейной алгебры (BLAS) с основными программами, оптимизированными для высокой производительности на процессорах AMD Opteron.
- Полный набор программ, реализующих поддержку операций линейной алгебры в (LAPACK). Кроме того, унаследовав преимущества гибких в настройке ядер BLAS, основной набор программ LAPACK в дальнейшем оптимизировался для достижения намного более высокой производительности, чем стандартная реализация LAPACK.
- Полная реализация быстрых преобразований Фурье в комплексных типах данных одинарной и двойной точности.
- Быстрая обработка скаляров, векторов и массивов при помощи неплохой математической библиотеки программ, оптимизированных для достижения высокой производительности на процессорах AMD Opteron.
- Генератор случайных чисел с поддержкой одинарной и двойной точности.

## Поддерживаемые платформы
AMD предлагает бинарные версии ACML для Solaris 10/OpenSolaris, Windows и Linux. Поддерживаются компиляторы Sun Studio, Intel Fortran Compiler, gfortran, Microsoft Visual Studio и другие.